# Obwodnica Sadowa

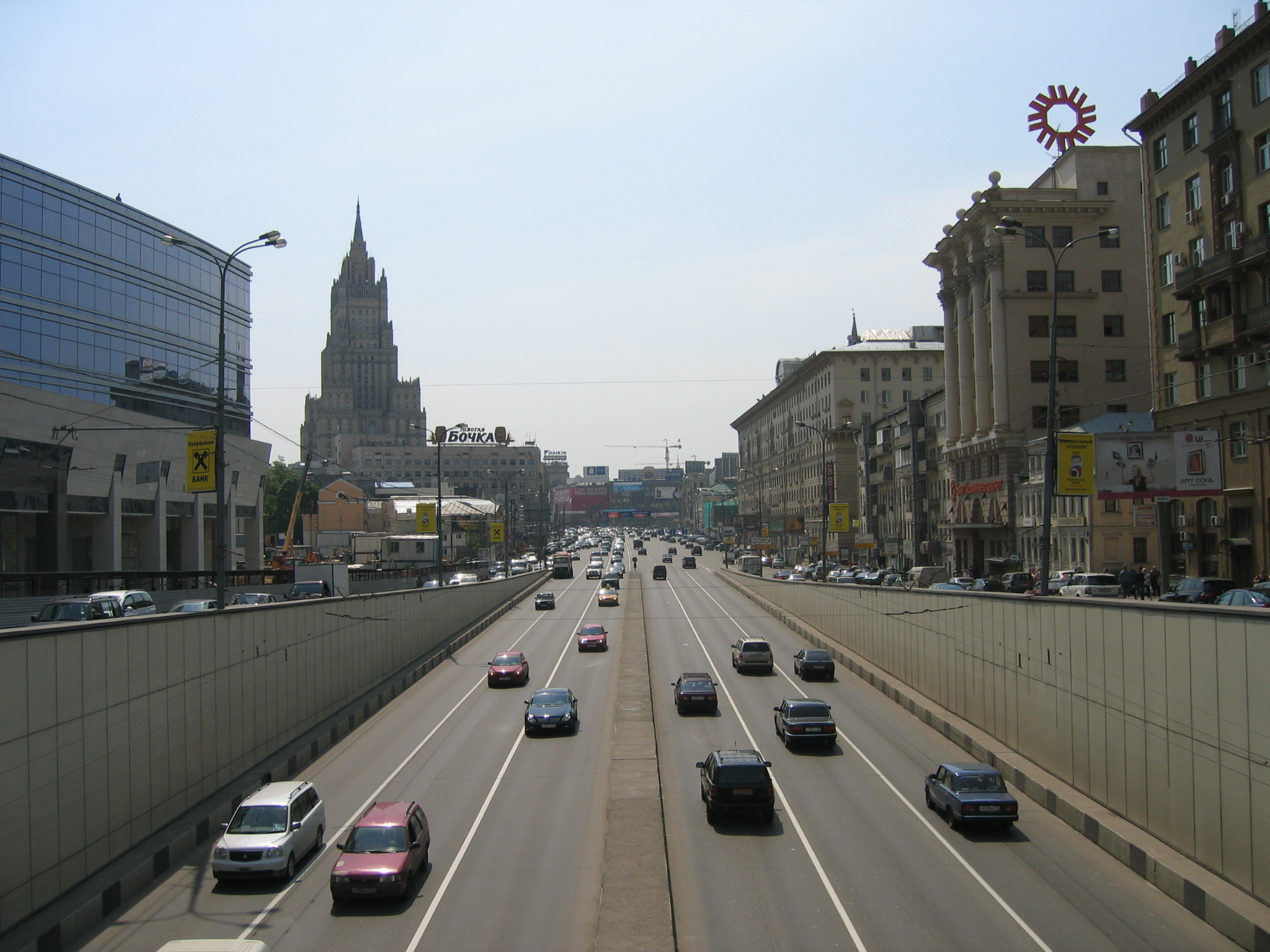
Skrzyżowanie obwodnicy Sadowej z ulicą Nowy Arbat

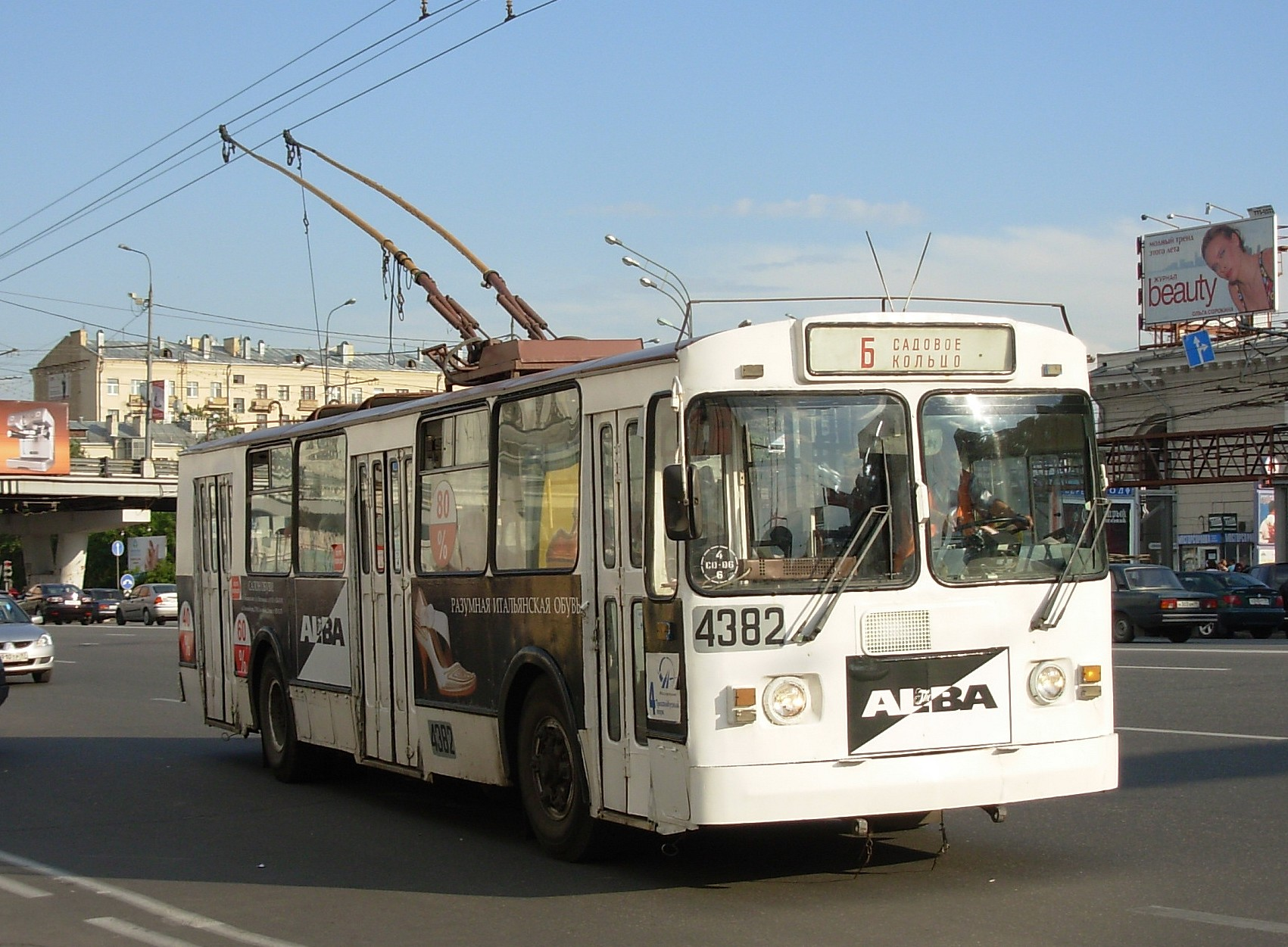
Trolejbus linii B, biegnącej po obwodnicy Sadowej

Obwodnica Sadowa lub (w dosłownym tłumaczeniu) obwodnica Ogrodowa, także obwodnica B (ros. Садо́вое кольцо́, кольцо́ "Б") – szeroka obwodnica otaczająca pierścieniem centrum Moskwy i wyznaczająca w ten sposób obszar szeroko rozumianego centrum miasta. Ma długość 16 km i składa się z 17 przechodzących jedna w drugą ulic o własnych nazwach, z których część ma słowo „Sadowa” w nazwie (np. ul. Sadowa Triumfalna). Obwodnica Sadowa zaczęła się wyodrębniać jako całość w latach 20. XIX wieku i powstała na miejscu dawnych fortyfikacji Ziemnego Grodu (w postaci wałów ziemnych), usypanych w 1592. 
Współczesny kształt i status kluczowej arterii miasta obwodnica Sadowa uzyskał w latach 30. XX wieku, kiedy to zgodnie z planami Łazara Kaganowicza poszerzono ulicę kosztem miejskich ogrodów (stąd nazwa). W latach 1948–1954 zbudowano przy niej trzy ze stalinowskich wieżowców.
W latach 1911–1936 ulicą przebiegała linia tramwajowa (wcześniej tramwaj konny), która zastąpiona została przez trolejbusy, w tym linią „B” kursującą po całym przebiegu obwodnicy. Z tego powodu była nazywana obwodnicą B albo obwodnicą drugą (po obwodnicy Bulwarowej, czyli A albo pierwszej).
Wzdłuż przebiegu obwodnicy Sadowej ulokowanych jest 14 stacji metra, w tym 6 (z 12) stacji przebiegającej głównie pod nią linii Kolcewaja. 
Ulica w najwęższym miejscu ma łącznie 6 pasów ruchu w obie strony, w najszerszym 18. Istnieją plany przekształcenia jej w ulicę jednokierunkową w związku z przeciążeniem moskiewskiej sieci ulicznej.